# 长须鮠
长须鮠（学名：Leiocassis longibarbus）为鲿科鮠属的鱼类。在中国，分布于金沙江水系等。该物种的模式产地在云南。